# Petroio (Trequanda)
Petroio ist ein Ortsteil (Fraktion, italienisch frazione) der Gemeinde Trequanda in der Provinz Siena, Region Toskana in Italien.

## Geografie
Der Ort liegt im Val d’Orcia ca. 6 km südöstlich des Hauptortes Trequanda, ca. 7 km nördlich von Pienza und ca. 35 km südöstlich der Provinzhauptstadt Siena. Die Regionalhauptstadt Florenz liegt ca. 70 km nordwestlich. Montisi, ein Ortsteil von San Giovanni d’Asso, liegt ca. 4 km nordwestlich, Castelmuzio, ebenfalls Ortsteil von Trequanda, ca. 2,5 km westlich. Der Ort liegt bei 487 m und hatte 2001 ca. 330 Einwohner. Wenige hundert Meter südlich des Ortes fließt der Torrente Trove, einem Nebenfluss des Asso (Flusssystem Ombrone).

## Geschichte

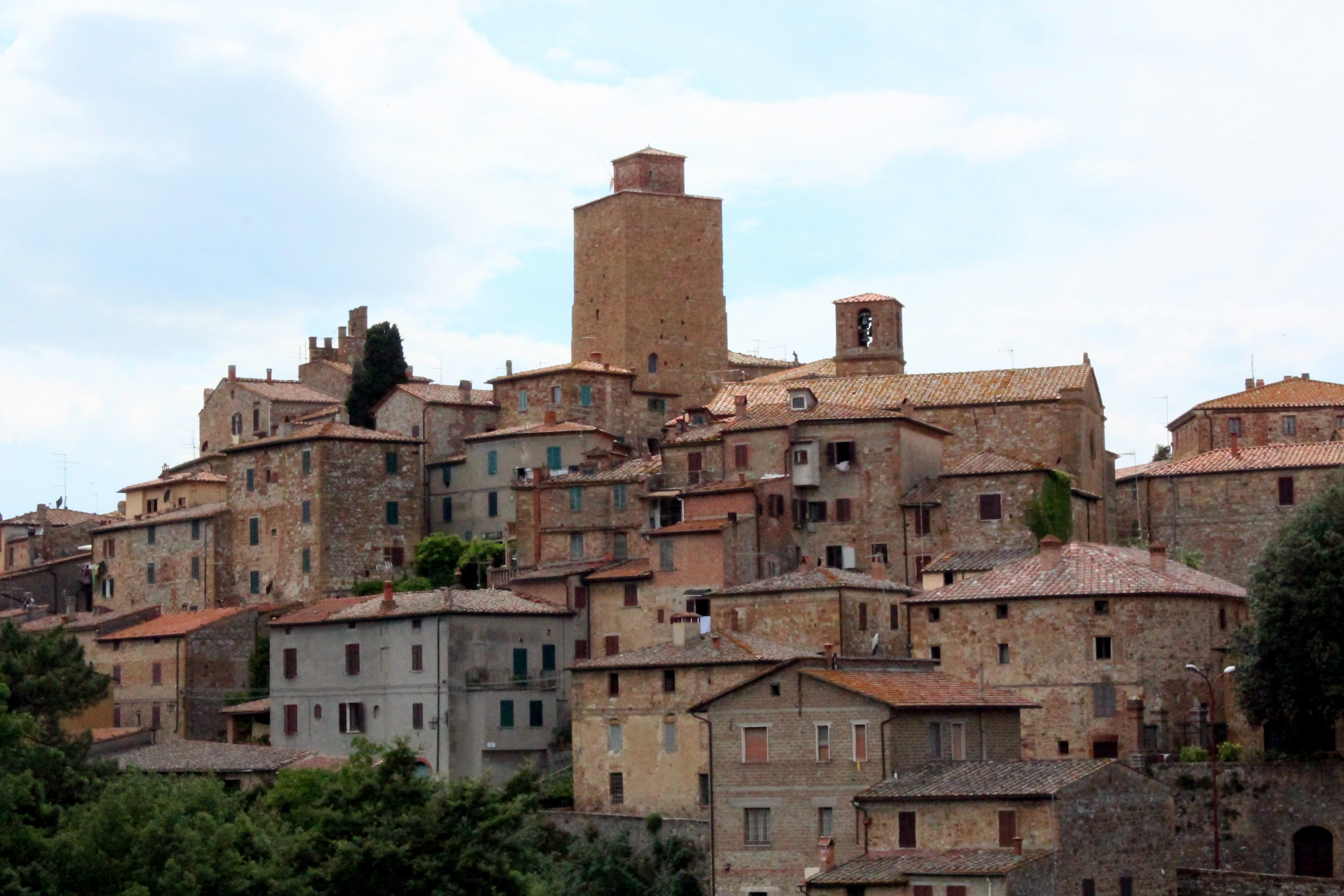
Panorama von Petroio mit dem Torre del Cassero (links), dem Torre Civica (zentral) und dem Campanile der Kirche Pietro e Paolo (rechts)

Besiedelt war der Ort schon zur Zeit der Etrusker und der Römer. Erstmals dokumentarisch erwähnt wird der Petroio 1175 als Lehen der Familie Cacciaconti della Scialenga, die unter Herrschaft Sienas bis 1266 regierten und dann die Herrschaft an einen Verwalter der Republik Siena abgaben. Am Ende des 14. Jahrhunderts unterstand der Ort den Salimbeni, einer Grafenfamilie aus Siena, und kehrte nach deren Zerwürfnis mit Siena an die Republik Siena zurück. Ab 1500 war der Ort eine eigenständige Comune und wurde 1777 Ortsteil von Trequanda.

## Sehenswürdigkeiten

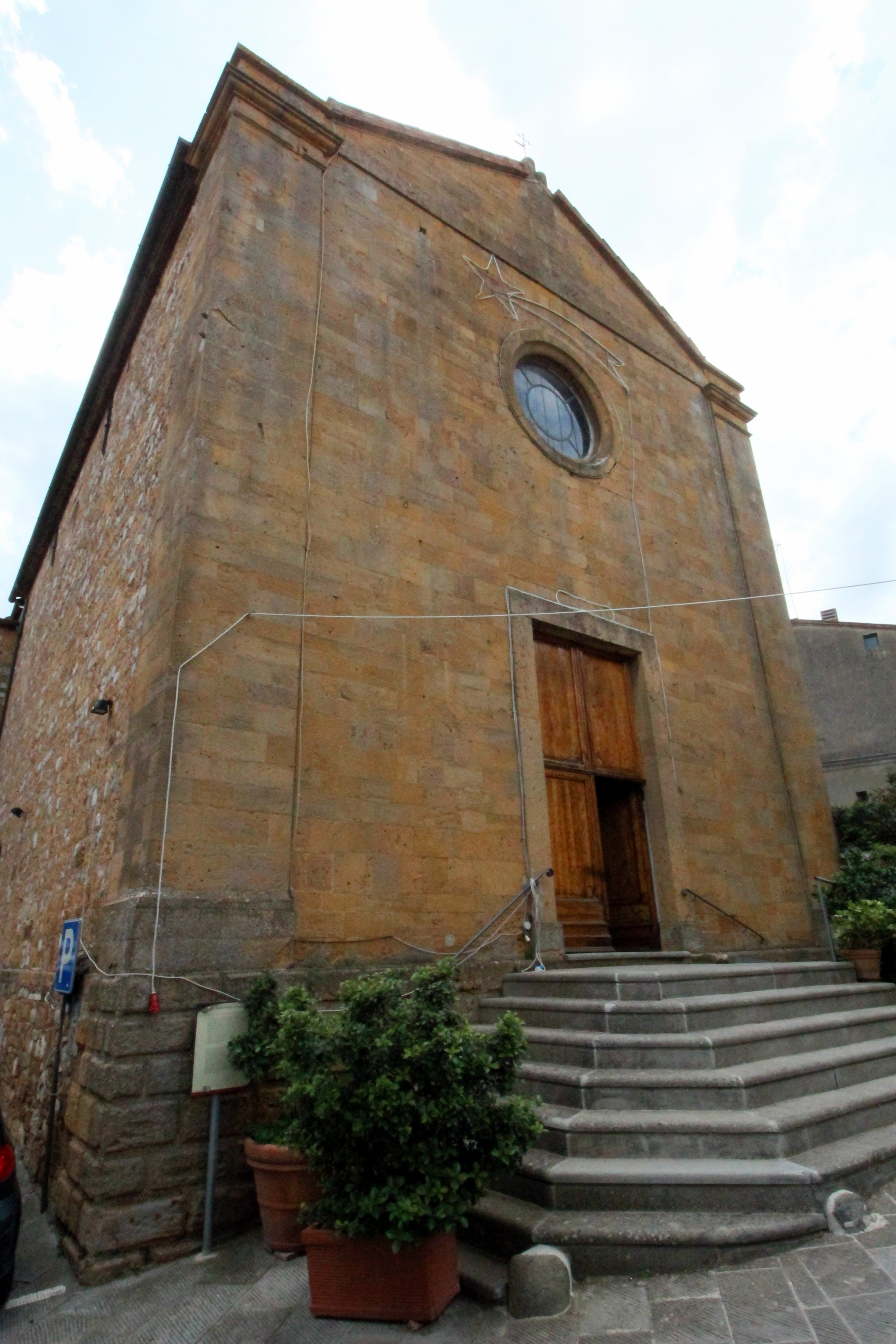
Die Kirche Chiesa dei Santi Pietro e Paolo im Ortskern

- Chiesa di San Giorgio, Kirche im Ortskern. Die Kirche entstand im 14. Jahrhundert und liegt im Bistum Montepulciano-Chiusi-Pienza. Der Campanile a vela (Glockengiebel) entstand im 18. Jahrhundert.[4]
- Chiesa dei Santi Pietro e Paolo, Kirche im Ortskern. Enthält von Taddeo di Bartolo das Werk Madonna col Bambino sowie mehrere aus der Kirche Sant’Andrea stammende Fresken. Von Domenico Manetti ist eine Ascensione di Cristo e Santi zu sehen, und von Apollonio Nasini eine Comunione di San Silvestro. Die Madonna del Carmine wird Ventura Salimbeni zugeschrieben.[4] Die heutige Kirche entstand 1885 seitlich der früheren Kirche aus dem 14. Jahrhundert, die heute nicht mehr vorhanden ist.[6]
- Chiesa della Compagnia del Corpus Domini, ehemalige Kirche/Kapelle der Burg.[4] Wurde im 18. Jahrhundert renoviert und fällt durch die nicht vorhandene Fassade kaum auf.[5]
- Museo della Terracotta, Terrakottamuseum im Ortskern. Befindet sich in einem antiken Palast, der sehr wahrscheinlich der Palazzo Pretorio war.[7]
- Torre del Cassero, entstand im 13. Jahrhundert.[5] Vor dem Turm steht die kleine Terrakotta-Statue des Brandano di Petroio.[8]
- Torre Civica, ehemals Teil der Burg.[5] Heute der höchste Turm im Ort.
- Chiesa di Sant’Andrea, Kirche nahe dem Ortskern kurz unterhalb der Porta, mindestens seit 1360 dokumentiert, als der Kirche ein kleines Hospital angefügt war. Die Kirche selbst ist romanischen Ursprungs. Die Fresken wurden später in die Chiesa dei Santi Pietro e Paolo verbracht.[4]
- Cappella della Madonna del Parto, Kapelle kurz außerhalb von Petroio in Richtung Castelmuzio. Enthält Fresken aus dem 15. Jahrhundert.[4]
- Chiesa della Madonna della Rosa, Kirche kurz außerhalb des Ortskerns. Wurde benannt nach der Nonne Rosa Generali, die 1648 in Petroio geboren wurde und 1680 starb.[4]

## Söhne und Töchter des Ortes
- Brandano da Petroio (* um 1488 in Petroio[9], † 24. Mai 1554 in Siena), Prediger, auch als Pazzo di Cristo bekannt.[8]

## Bilder

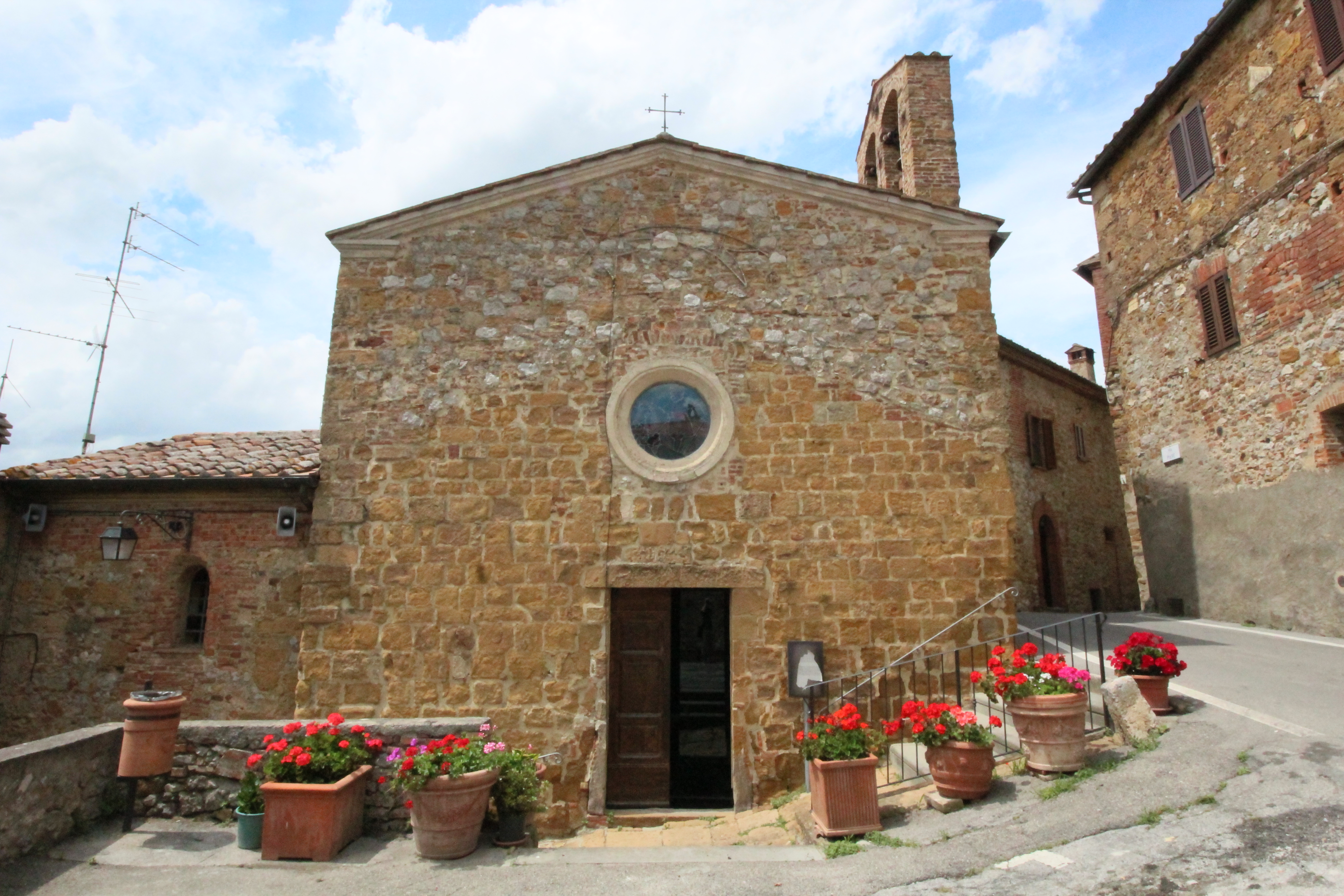
Die Kirche San Giorgio im Ortskern
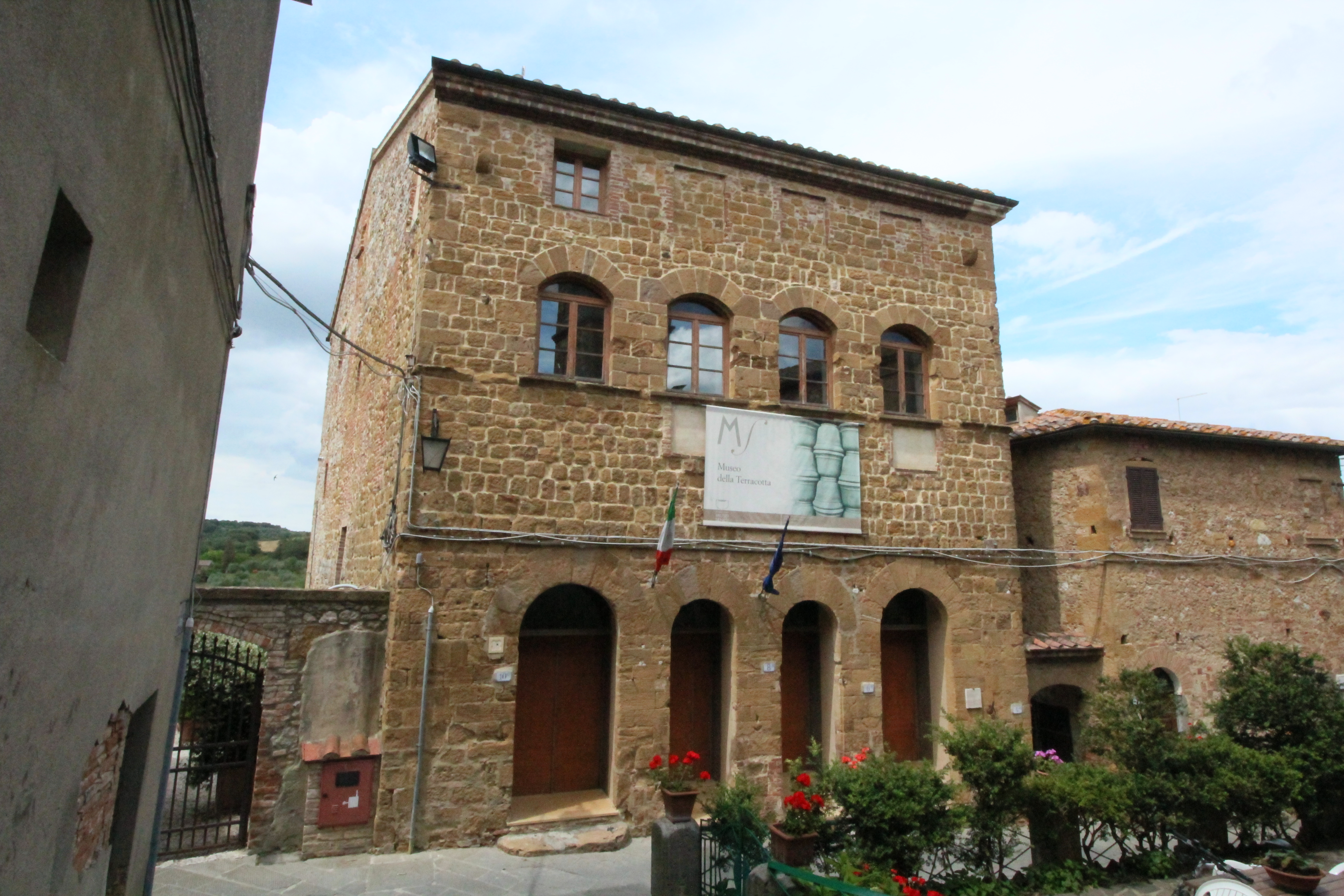
Das Keramikmuseum im ehemaligen Palazzo Pretorio im Ortskern
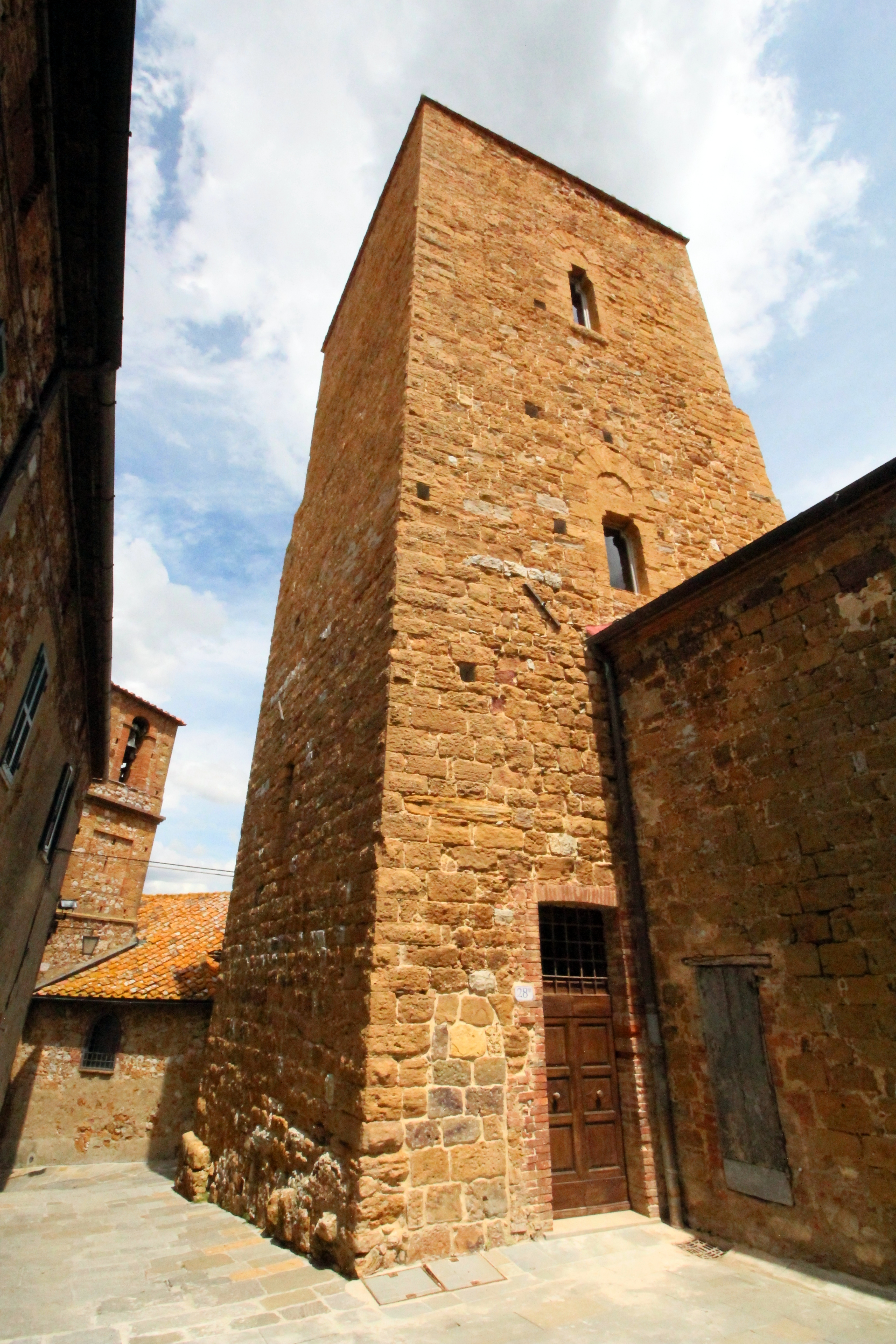
Der Torre Civica im Ortskern, der Campanile von Pietro e Paolo im Hintergrund
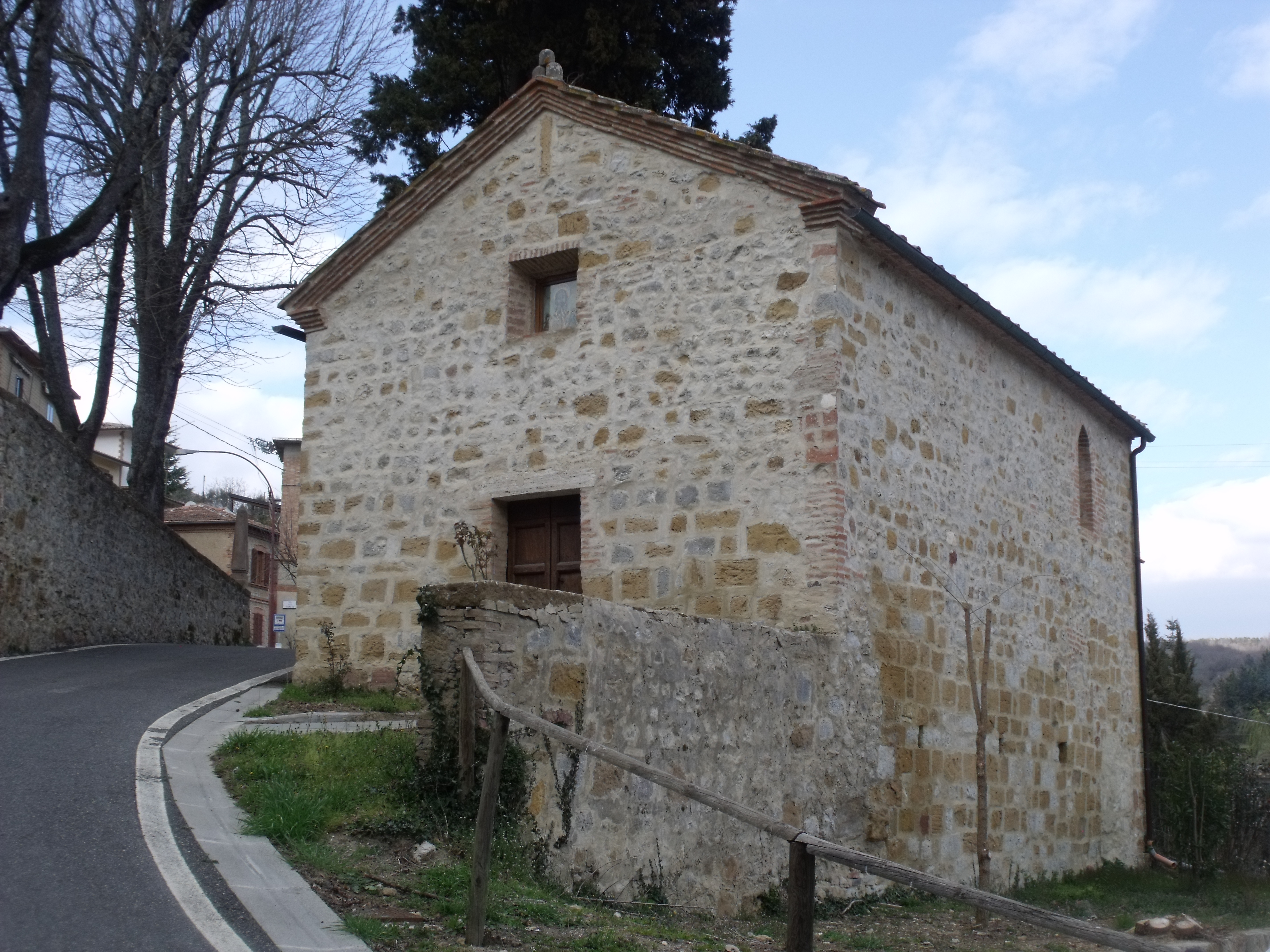
Die Kirche Chiesa di Sant’Andrea kurz außerhalb des Ortskerns
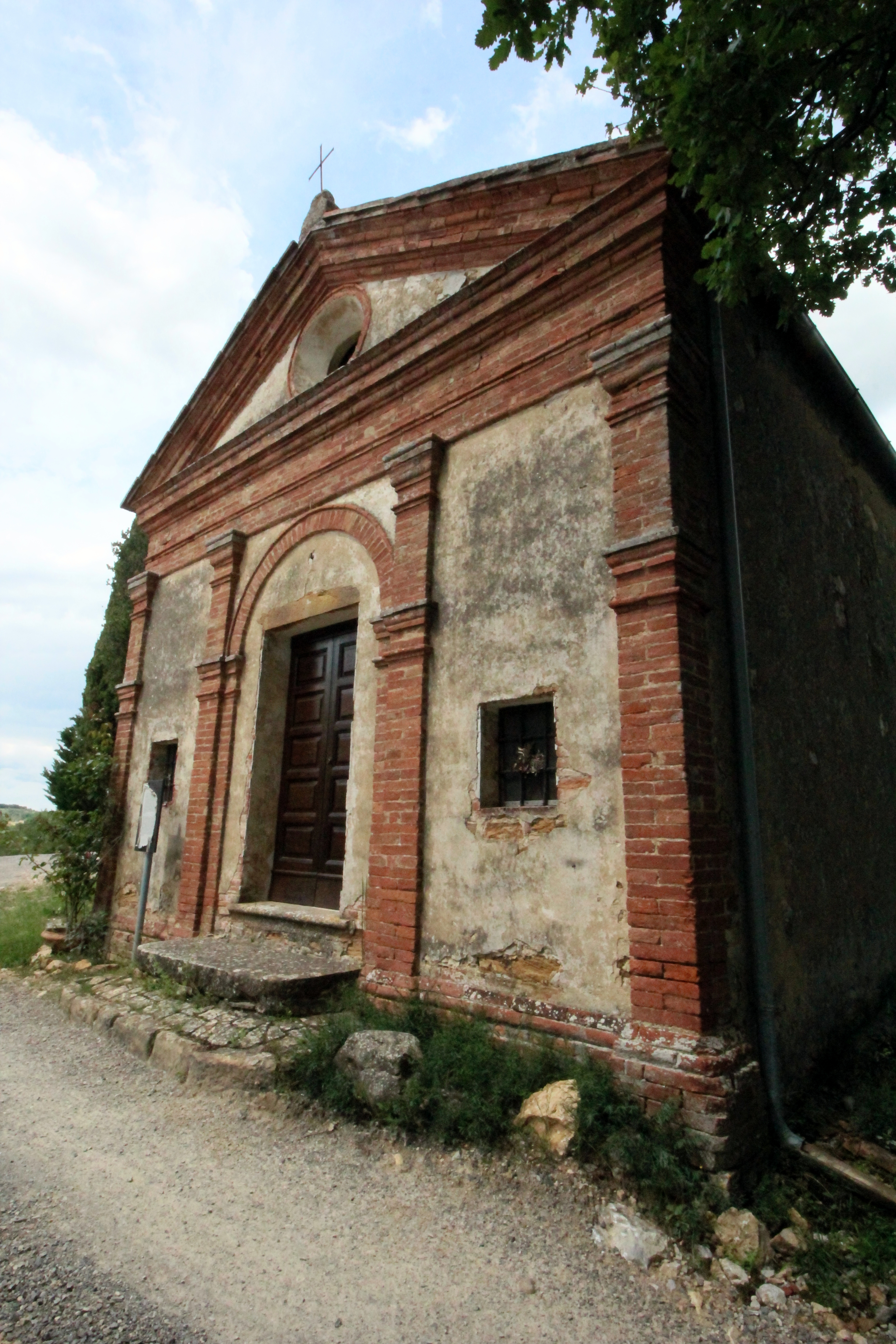
Die Kirche Chiesa della Madonna della Rosa außerhalb des Ortskerns